# Liselotte Kuschnitzky
Liselotte Gisela Kuschnitzky (* 15. Juli 1933 in Breslau; † 3. März 1977 in München) war eine deutsche Schauspielerin bei Bühne und Fernsehen und Hörspielsprecherin.

## Leben und Wirken
Die gebürtige Niederschlesierin erhielt ihre Schauspielausbildung an Berlins Max-Reinhardt-Schule und ging für Engagements bzw. Gastspiele an Theater in Düsseldorf, Recklinghausen, Amsterdam und Mannheim. Später war Liselotte Kuschnitzky freischaffend tätig. Neben der Arbeit für die Bühne war sie beim Hörfunk und im Synchronstudio beschäftigt. Ab 1959 trat Kuschnitzky auch vor die Kamera und wirkte bis 1976 in einer Reihe von Fernsehspielen mit. Sie starb im Alter von nur 43 Jahren in der Chirurgischen Klinik Stanischeff in München.

## Filmografie
- 1959: Macht der Finsternis
- 1960: Die eiskalte Nacht
- 1962: Tevya und seine Töchter
- 1962: Das Schloß
- 1964: Ein Leben lang
- 1964: Hotel Iphigenie
- 1965: Das Haus der sieben Balkone
- 1965: Die Karte mit dem Luchskopf (TV-Serie, Folge Harte Sitten)
- 1969: Frei bis zum nächsten Mal
- 1969: Palace-Hotel
- 1971: Chopin-Express
- 1972: Ornifle oder Der erzürnte Himmel
- 1972: Tatort: Kennwort Gute Reise
- 1974: Telerop 2009 – Es ist noch was zu retten (TV-Serie, Folge Die Rose im Müll)
- 1974: Unter Ausschluß der Öffentlichkeit (TV-Reihe, Folge Der Geburtstag)
- 1976: Inspektion Lauenstadt (TV-Serie, Folge Die Frau des Briefträgers)

## Hörspiele (Auswahl)
- 1962: Ingeborg Drewitz: Labyrinth (das Mädchen) – Regie: Fränze Roloff (HR)